# Triphyllia koenigi
Triphyllia koenigi es una especie de coleóptero de la familia Tetratomidae.

## Distribución geográfica
Habita en el Cáucaso.